# Sajevče
Sajevče so naselje v Občini Postojna.